# Renée Fleming
Renée Fleming (Indiana, Pennsylvania, 14 februari 1959) is een Amerikaanse operazangeres (sopraan). Ze groeide als dochter van twee zangleraren op in Rochester, New York.
Vanwege het beroep van haar ouders kreeg Renée het zingen met de paplepel ingegoten. Ze studeerde aan de State University of New York (SUNY) in Potsdam (New York) en zong onder andere in een jazztrio. Tijdens haar optredens in bars deed ze niet alleen ervaring op, maar wekte ze ook de interesse van saxofonist Illinois Jacquet, die haar vroeg met hem en zijn big band op tournee te gaan. Fleming wees het aanbod echter af en besloot haar studie voort te zetten aan de Eastman School of Music en de Juilliard School's American Opera Center.
In 1986 maakte ze haar debuut als Konstanze in Mozarts Die Entführung aus dem Serail. Ze won verschillende prijzen, waaronder de eerste prijs bij de Metropolitan Opera National Auditions, de 'Richard Tucker Award' en de 'George London Prize'.
Flemings doorbraak kwam in 1988, toen ze in de Houston Grand Opera de gravin in Mozarts Le Nozze di Figaro zong. Het jaar daarna debuteerde ze in de New York City Opera en in Covent Garden, in 1991 volgde haar debuut in de Metropolitan Opera. Sindsdien heeft ze groot succes geoogst met diverse rollen uit het gehele operarepertoire. In 1997 debuteerde ze als Manon in de gelijknamige opera van Jules Massenet in de Parijse Opéra Bastille, een grote opgave voor iemand die het Frans niet als moedertaal heeft. De productie werd een groot succes. Haar vertolkingen van Richard Strauss' Vier letzte Lieder, onder respectievelijk Christoph Eschenbach en Christian Thielemann, zijn qua innigheid, subtiliteit en schijnbaar moeiteloze invoeging in de orkestklank, nauwelijks overtrefbaar. 
Fleming hecht er grote waarde aan niet alleen het standaardrepertoire te vertolken, maar zich ook op onbekendere werken toe te leggen. Met name haar bijdrage aan het moderne Amerikaanse repertoire is groot: ze werkte mee aan de wereldpremière van John Corigliano's The Ghosts of Versailles in de San Francisco Opera en Floyds Susannah in de Lyric Opera of Chicago. Ook het seizoen 1998/99 opende Fleming met een wereldpremière: in de San Francisco Opera zong ze de rol van Blanche in André Previns A Streetcar Named Desire.
Stap voor stap ontwikkelde Fleming zich tot een van de grootste zangeressen van haar generatie. In 1996 won ze de Prix Solti van de Franse Académie du Disque Lyrique en Musical America verkoos haar in 1997 tot "Vocalist of the Year". Maestro Georg Solti zelf, die Fleming voor een opname met solo-aria's dirigeerde, beschreef haar uitstraling als volgt: "Afgezien van de ongelooflijke lyrische schoonheid van haar stem bezit ze een aangeboren muzikaal gevoel, waardoor haar gehele optreden een puur genoegen wordt." Deze mening was ook de Grammy-jury toegedaan, die haar in 1998 (voor The Beautiful Voice-Works of Charpentier, Gounod, Massenet & Flotow) en in 2002 (voor het album Bel canto) met de prijs voor Best Classical Vocal Performance bekroonde. De afgelopen jaren bewees Fleming met albums als Night Songs (2001), Under the Stars (2003) en Handel (2004) opnieuw dat ze tot de meest veelzijdige zangeressen in haar vakgebied behoort. Renée Fleming werkte ook mee aan de soundtrack van The Return of the King (2003), het laatste deel van de The Lord of the Rings-trilogie.

## Discografie

### Albums
| Album met eventuele hitnotering(en) in de Nederlandse Album Top 100 | Datum van verschijnen | Datum van binnenkomst | Hoogste positie | Aantal weken | Opmerkingen |
| ------------------------------------------------------------------- | --------------------- | --------------------- | --------------- | ------------ | ----------- |
| Verismo                                                             | 2009                  | 07-11-2009            | 79              | 1            |             |

| Album met hitnotering(en) in de Vlaamse Ultratop 200 albums | Datum van verschijnen | Datum van binnenkomst | Hoogste positie | Aantal weken | Opmerkingen |
| ----------------------------------------------------------- | --------------------- | --------------------- | --------------- | ------------ | ----------- |
| Handel                                                      | 2004                  | 02-10-2004            | 71              | 3            |             |